# 施扬
施扬，男，祖籍浙江宁波，生于上海，分子生物学家。曾任哈佛医学院终身讲席教授，现任牛津大学教授，主要研究肿瘤表观遗传学。

## 生平
施扬本科毕业于上海第一医学院，美国纽约大学博士，普林斯顿大学博士后。他在表观遗传学研究取得重要成就，发现组蛋白去甲基酶LSD1。2016年当选美国艺术与科学院院士，2022年当选美国国家医学院院士，2023年当选英国医学院院士，2024年当选美国国家科学院院士、英国皇家学会院士。2017年获中华人民共和国国际科学技术合作奖。